# Phyllophaga cruces
Phyllophaga cruces är en skalbaggsart som beskrevs av Moron och Riley 2005. Phyllophaga cruces ingår i släktet Phyllophaga och familjen Melolonthidae. Inga underarter finns listade i Catalogue of Life.